# Milax (Dorf)
Milax ist ein Dorf im Bezirk Culfa der Autonomen Republik Nachitschewan in der Aserbaidschan.

## Ursprung des Namens
Es liegt am Ufer des Flusses Alinja. Die Familien, die 1905 das Dorf Qazançı verließen, wurden an einem Ort namens Milax angesiedelt.